# H.H. Behrmann
Hans Heinrich (døbt Hein) Behrmann (5. april 1776 i Garstedt i Herskabet Pinneberg – 23. oktober 1836 i Altona) var en tysk-dansk historiker, far til Henrik Christian Behrmann.
Behrmann var søn af husmand og høker Jochim Behrmann (1733-1781) og Catharina Magdalene Beencken (1740-1803). Han studerede på gymnasiet i Altona, blev student 1798, senere tre år i Jena, kom 1802 til København som lærer ved C.J.R. Christianis institut, havde tidlig, påvirket af tidens idéer, fattet interesse for Christian II's personlighed og besluttede, utilfreds med de tidligere tørre fremstillinger og ikke tiltalt af Niels Ditlev Riegels’ overfladiskhed, selv at skrive kongens historie; hans Geschichte Christian II, 1. Theil udkom i København 1805, det første alvorlige forsøg på at skrive en kritisk historie af kongens regering, uafhængig af Arild Huitfeldts og Hans Svanings ensidighed.
Dog havde Behrmann dengang ikke haft lejlighed til at benytte ret mange utrykte kilder, men havde flittig benyttet alt trykt, også tidens egne stridsskrifter. Han fortsatte derfor studiet af kongens historie med flittig benyttelse af de københavnske arkiver, havde imidlertid giftet sig (23. juli 1805 med Catharine Munch, død før 1836) og blev 1806, da den nye skolereform med faglærere i stedet for klasselærere skulde gennemføres, udnævnt til adjunkt i Roskilde med historie og tysk som fag (1810 titulær Overlærer). Holstenerens myndighed faldt ikke i den gamle svagelige rektor Johan Henrik Taubers smag, men, for meget historiker til at indskrænke sig til tør eksamenslæsning, vandt hans livlige undervisning hans elevers interesse.
Under stor legemlig svaghed og næringssorg udfoldede han i disse år stor virksomhed, dels ved skolebøger (Haandbog i den tyske Litteratur 1808, 2. opl. 1820), dels ved en mængde artikler i danske og tyske tidsskrifter, især til Christian 2.’s historie. 1812 udkom Christian II’s Fængsels- og Befrielseshistorie, som i lang tid var hovedværket til dette afsnit af kongens historie.
Allerede 1814 måtte han på grund af svagelighed søge dispensation og blev 1815 arkivar i det slesvig-holsten-lauenborgske Kancelli. I mellemtiden var udkommet Roskilde Domkirkes og dens Monumenters Historie og samme år (1815) endelig hans hovedværk: Kong Christian II’s Historie, i 2 dele, hvorved der med benyttelse af en stor mængde utrykte kilder var lagt grunden for en retfærdigere bedømmelse af kongens færd, skrevet i absolutistisk-demokratisk ånd, ofte panegyrisk-rosende, altid undskyldende. Om dette værk end nu må siges til dels at være forældet ved Carl Ferdinand Allens store værk og andre senere udgivelser, er det dog endnu interessant for enhver, der vil behandle tidens historie, især 2. del, der indeholder et betydeligt kildemateriale.
Blandt andet har Behrmann også fortjenesten af at have påvist, hvor man skulle søge Christian 2.’s forsvundne, senere genfundne udenlandske arkiv, hvilket han imidlertid ikke selv fik lejlighed til at benytte.
1817 kancelliråd, 1829 entlediget på grund af svagelighed, tilbragte han derpå sin tid under fortsat litterær virksomhed dels i København, dels atter et års tid i Roskilde (Beskrivelse af Roskilde, Kbh. 1832), til sidst i Altona, hvor den flittige mand døde af vattersot i sit 67. år.
I 1808 blev han medlem af Det kongelige danske Selskab for Fædrelandets Historie.
Han er begravet i Altona.